# Sonic Rivals
Sonic Rivals è un videogioco di corse d'azione della serie Sonic the Hedgehog sviluppato dallo studio statunitense Backbone Entertainment in collaborazione con il Sonic Team e pubblicato da Sega per la piattaforma PlayStation Portable nel 2006.
L'anno successivo è stato pubblicato un sequel intitolato Sonic Rivals 2, sviluppato dalla stessa azienda e pubblicato sempre per PSP.

## Trama
Quando la misteriosa Onyx Island appare dal nulla, Sonic e Tails si recano sul luogo per investigare. Qui incontrano il Dottor Eggman, il quale gli rivela la sua ultima creazione: una fotocamera che permette di trasformare le persone e gli oggetti in carte, mostrando come prova una carta della loro amica Amy. Subito dopo il crudele scienziato tramuta anche Tails in una carta e sopraggiunge Knuckles, arrabbiato con Eggman per aver utilizzato il proprio congegno sul Master Emerald. Eggman annuncia ai presenti il suo piano di conquistare il mondo trasformando tutto in carte, sfidando così Sonic e Knuckles a fermarlo, dopodiché fugge via a bordo di un velivolo. I due eroi partono entrambi per conto proprio per fermare la sua folle ambizione. Altrove, Shadow riceve un messaggio di soccorso da parte di Eggman, ma dopo averlo trovato, questi nega di avergli chiesto aiuto, lasciando basito il porcospino nero. Più tardi riceve un ulteriore comunicazione, questa volta da parte di Rouge, che lo avverte di aver scoperto un pericoloso segreto su Eggman, ma viene tramutata in una carta prima di poter terminare il suo discorso. Ad un tratto, appare dal futuro Silver, che dice a Shadow che deve catturare Eggman prima di lui.
Dopo numerosi conflitti, gli eroi scoprono che il Dr. Eggman è stato imprigionato in una carta prima dell'inizio di tutto, e che lo scienziato con cui stavano avendo a che fare era il Dottor Eggman Nega sotto le sue mentite spoglie. Si scopre che il malvagio discendente dello scienziato ha viaggiato indietro nel tempo dal futuro, tramando di utilizzare la fotocamera per cancellare i fallimenti di Eggman e riscrivere così la storia della sua famiglia, svelando inoltre che Onyx Island è una versione futura di Angel Island riportata indietro nel tempo grazie al potere del Master Emerald. Dopo aver spiegato il suo grande piano, Eggman Nega fugge nello spazio, con l'intenzione di usare la fotocamera per catturare l'intero pianeta all'interno di una carta. Gli eroi salvano Tails ed il vero Eggman, che li aiutano a raggiungere la stazione spaziale di Nega per fermarlo una volta per tutte. Dopo la battaglia finale gli eroi trionfano su Nega, il quale una volta sconfitto viene imprigionato all'interno di una carta, mentre i prigionieri delle altre carte tornano alla loro forma normale. Con la pace oramai ritrovata, Silver prende con sé sia Onyx Island che la carta di Nega e li riporta indietro nel futuro.

## Modalità di gioco
Sonic Rivals è un videogioco a scorrimento orizzontale simile all'originale Sonic the Hedgehog per Sega Mega Drive ma con una prospettiva in 2.5D. I personaggi gareggiano fra di loro per arrivare al traguardo evitando gli ostacoli presenti nel livelli. Il gioco presenta sei zone, ognuna delle quali con tre atti, dove il terzo vede una battaglia contro un boss, per un totale di 17 livelli. Le battaglie contro i boss richiedono al giocatore di sconfiggere il nemico prima che lo faccia il personaggio controllato dal rivale. Sono presenti cinque diversi personaggi giocabili: Sonic the Hedgehog, Knuckles the Echidna, Shadow the Hedgehog, Silver the Hedgehog e Metal Sonic (quest'ultimo sbloccabile), ma lo stile di gioco rimane il medesimo per tutti quanti. Il gioco presenta anche dei power-up da raccogliere lungo i percorsi, che permetteranno di sfruttare delle abilita' aggiuntive, che potranno essere offensive o difensive.
Il titolo presenta diverse modalità. Nella Storia, ognuno dei quattro personaggi giocabili iniziali avrà una propria storia separata, e dovrà gareggiare contro gli altri fino al traguardo di ogni livello cercando di arrivare primo e sventare i vari piani del Dr. Eggman. In Sfida, al giocatore viene dato un obiettivo da completare, come ad esempio colpire il proprio rivale per un certo numero di volte durante una gara o una battaglia. Rete presenta la modalità multigiocatore dove i giocatori potranno sfidarsi nelle classiche gare, scommettendo le carte sbloccate oppure semplicemente per divertimento. Si gioca ad hoc ed i giocatori possono personalizzare i propri personaggi con le carte collezionabili vinte nella modalità giocatore singolo, scambiare carte con gli amici e scommettere quest'ultime durante le gare. Inoltre è presente anche una modalità chiamata Coppa Circuito dove si gareggia per vincere una determinata coppa.
Il gioco presenta un ampio sistema di carte collezionabili che comprende un totale di 150. Soddisfacendo degli obiettivi specifici verrà una sbloccata una carta. Alcuni di questi compiti vedono il completamento di un livello, ottenere un certo numero di ring, colpire il rivale per un determinato numero di volte e raggiungere il traguardo entro un certo limite di tempo. Le carte presentano immagini dei personaggi e delle copertine di svariati videogiochi della serie di Sonic the Hedgehog. Le stesse carte vengono a loro volta impiegate per sbloccare dei costumi segreti e degli oggetti che potranno cambiare l'aspetto del personaggio scelto, ma questo tipo di personalizzazione non influisce in alcun modo sullo stile di gioco, e si rivelano essere dei cambiamenti puramente estetici.

### Zone
Il gioco si divide in sei zone, cinque delle quali sono collocate ad Onyx Island.
- Forest Falls Zone: una strana foresta che presenta molte cascate e fiumi con un terreno somigliante a quello di Green Hill Zone del primo Sonic the Hedgehog. Il boss è l'Egg Turtle, una gigantesca tartaruga robot.
- Colosseum Highway Zone: una zona ambientata in un deserto colmo di rovine simili a quelle romane. Il boss è l'Egg Falcon, un enorme falco robot simile all'Egg Hawk di Sonic Heroes.
- Sky Park Zone: un luna park con molte attrazioni che permetteranno ai personaggi di raggiungere la fine del percorso. A differenza delle altre zone, questa è l'unica a presentare solamente due atti e nessun boss.
- Crystal Mountain Zone: un livello posto su delle montagne ghiacciate e pieno di trappole. Il boss è l'Egg Lynx, un robot dalle sembianze di una lince.
- Death Yard Zone: una zona colma di macchinari tecnologici, enormi ventole e materiali di scarto metallici. Il boss è l'Egg Kong, un macchinario somigliante a King Kong.
- Meteor Base Zone: la base di Eggman Nega nascosta in una fascia di asteroidi. Il boss è l'Egg Destroyer, un'astronave guidata da Eggman Nega. Questo è l'unico livello del gioco dove si verrà affiancati da altri due personaggi.

## Sviluppo
Sonic Rivals è stato sviluppato da una collaborazione tra Sega e Backbone Entertainment per PlayStation Portable (PSP). Il concetto del gioco è nato da un tradizionale videogioco a piattaforme progettato da Backbone. Takashi Iizuka fu coinvolto nello sviluppo e decise di cambiare direzione, rendendolo un gioco di corse. La maggior parte dello sviluppo fu gestito da Backbone con l'assistenza di Sega Studios USA, sebbene alcuni elementi, come la storia, furono curati direttamente da Sega. Gli sviluppatori scelsero di creare il gioco per PSP piuttosto che per Nintendo DS, per via della maggiore potenza del processore e della migliore qualità grafica.
Secondo il producer Taylor Miller, l'obiettivo degli sviluppatori era quello di rendere il gameplay simile a quello dei giochi originali di Sonic per Sega Mega Drive, ma con dei nuovi elementi come la competizione. Durante la creazione dei livelli, Sega fornì a Backbone delle mappe di progettazione da tutti i giochi 2D della saga come punto di riferimento, e Backbone analizzò tutti i livelli apparsi fino a Sonic Rush. La costruzione di percorsi alternativi, una caratteristica comune ai giochi originali, fu citata come impegnativa, ma l'obiettivo era quello di consentire quante più interazioni di rivalità possibili. Nella scelta dei personaggi, Backbone si focalizzò sui più grandi rivali del franchise, come ad esempio Sonic e Shadow. Silver, un nuovo personaggio, fu aggiunto per "mescolare le cose". Una sfida impegnativa fu la direzione artistica del gioco; Backbone cercò di mantenere l'aspetto originale di Sonic ma allo stesso tempo di dargli uno stile particolare per distinguerlo. Kazuyuki Hoshino e Hiroshi Nishiyama furono coinvolti a loro volta rispettivamente nella direzione artistica e delle ambientazioni.
L'esistenza del gioco fu rivelata sul sito web di GameStop nel maggio 2005, anche se Sega negò che fosse in fase di sviluppo. Sonic Rivals fu annunciato il 6 maggio 2006. Fu presentato all'Electronic Entertainment Expo e nel mese seguente, al Games Convention tenutosi nell'agosto 2006. Il gioco è stato pubblicato in Nord America il 21 novembre 2006 mentre in Europa il 1º dicembre dello stesso anno. Il gioco è stato anche distribuito sul servizio PlayStation Network il 30 settembre 2009 in Nord America, il 12 dicembre 2012 in Europa e il 4 aprile 2013 in Australasia.

## Accoglienza
| Testata                            | Giudizio |
| ---------------------------------- | -------- |
| GameRankings (media al 09-12-2019) | 66.17%   |
| Metacritic (media al 12-03-2020)   | 64/100   |
| GamePro                            | 6.5/10   |
| GameSpot                           | 6.9/10   |
| GameSpy                            | [ 20 ]   |
| GameTrailers                       | 7.2/10   |
| IGN                                | 7.4/10   |
| Yahoo! Games                       | 3.5/5    |
| Multiplayer.it                     | 7/10     |
| Everyeye.it                        | 5/10     |
| SpazioGames.it                     | 7.2/10   |
| Gamesurf                           | 6.5/10   |
| Play Generation                    | 70/100   |

Sonic Rivals ha ricevuto recensioni miste da parte della critica. Ha ottenuto un punteggio di 66.17% su GameRankings e di 64/100 su Metacritic. Juan Castro di IGN lodò la grafica, il senso di velocità e la modalità multigiocatore ma criticò il sistema di controllo e il design di alcuni livelli. Similmente, Greg Mueller di GameSpot lo chiamò "veloce e divertente" ma non gli piacque lo stile di gioco basato sui "tentativi e gli errori" dovuto al design dei livelli.
GamePro diede un 6.5 su 10, trovando la grafica dettagliata e colorata e la colonna sonora energica. Heidi Kemps di GameSpy assegnò un 3.5 su 5, reputandolo un gioco divertente ma superficiale, con una grafica ed un design dei livelli basati sulla velocità resi in modo fantastico, ma la sua breve longevità e la mancanza di un fattore di rigiocabilità lo rendevano un motivo di esitazione all'acquisto, consigliandolo maggiormente ai fan di Sonic mentre meno agli altri che avrebbero dovuto provarlo per farsi un'idea, ma il recensore concluse affermando che era sicuramente meglio di Sonic the Hedgehog per Xbox 360.
GameTrailers lo accolse con un 7.2 su 10, definendo le gare abbastanza solide ma con una quantità limitata di contenuti, inoltre non riusciva a trovare un modo per rendere soddisfacente la competizione contro il computer quanto con un avversario umano, concluse che senza il gioco online, la sua durata rimaneva relativamente breve in singolo. Justin Leeper di Yahoo! Games assegnò un 3.5 su 5, apprezzando il tradizionale stile di Sonic con una grafica in 3D, i livelli suddivisi e la modalità multigiocatore, definendola come la migliore apparsa fino all'epoca, mentre trovò come difetti il prezzo, le carte che non aggiungevano nulla al gioco e la trama semplicistica.
Multiplayer.it diede un 7, trovandolo un titolo frenetico e veloce nei suoi tempi migliori, visivamente appagante e che si adattava perfettamente alle caratteristiche di PSP ma presentava una telecamera non sempre perfetta e le varie modalità si rivelavano essere troppo simili tra loro. Più negativo fu il giudizio di Michele Fontana di Everyeye.it con un 5, reputando Sonic Rivals l'ennesima occasione sprecata in malo modo, dove il gioco oltre ad essere rapido doveva essere anche sempre comprensibile e concedere al giocatore la facoltà di reagire, tuttavia l'idea di forzare la corsa tramite la competizione fu ritenuta una qualità vincente, ma il resto del gameplay, risentiva di offrire stimoli di breve durata oltre che essere povero ed inadeguato.
SpazioGames.it lo apprezzò maggiormente con un 7.2, considerandolo un titolo che discostava molto dalla serie regolare, ma che sviluppava un sistema di gioco che ottimizzato in futuro poteva rivelarsi ottimo per una serie spin-off, ma che allo stato attuale sapeva essere solamente divertente a tratti, troppo ripetitivo e semplicistico nel livello di sfida. Andrea Lozzati di Gamesurf diede un 6.5, vedendolo concettualmente più vicino a Sonic R che agli episodi classici della saga, difatti gli elementi platform e il gioco di corse adrenalinico non bastavano ad elevare il prodotto sviluppato da Backbone Entertainment ad una godibile rivisitazione di un brand, meglio del disastroso Sonic the Hedgehog uscito nello stesso anno ma lontano dai frizzanti esordi a 16-bit. GameSource trovò Sonic Rivals come un titolo che possedeva delle buone premesse per un gioco divertente e frenetico al punto giusto, ma che non riusciva comunque a decollare, non avvicinandosi nemmeno lontanamente al fascino dei titoli che portarono tanta gloria a Sonic ma non era nemmeno da considerare uno tra i prodotti assolutamente dimenticabili visti all'epoca; il recensore si soffermò sulla modalità multigiocatore, che in fin dei conti trovò un piccolo passo in avanti verso la rivincita per il porcospino blu.
La rivista Play Generation diede al gioco un punteggio di 70/100, apprezzando il fatto che fosse presente tutta la velocità del Sonic degli esordi e interessante il sistema delle carte e il loro utilizzo, ma come contro l'eccessiva velocità e il design dei livelli rendevano l'esperienza di gioco spesso frustrante, finendo per trovarlo un gioco che presentava una buona idea di base e diversi elementi sulla carta intriganti, ma i livelli erano strutturati male e la frustrazione spesso prevaleva.

### Vendite
Nel marzo 2009 è entrato a far parte della linea Platinum e nello stesso periodo ha venduto almeno 250 000 copie, per poi raggiungere un 1 400 000 di copie nel corso degli anni seguenti.

## Sequel
Nel giugno 2007 fu annunciato il sequel dal titolo Sonic Rivals 2, sviluppato dalla stessa azienda e pubblicato sempre per PSP. Quest'ultimo presenta diversi miglioramenti rispetto al predecessore come nuovi personaggi giocabili e modalità.